# Fergus mac Róich
Nella mitologia irlandese, Fergus (o Fearghus) mac Róich (o mac Róeg) era l'ex sovrano dell'Ulster all'epoca degli eventi narrati nel Ciclo dell'Ulster. Con l'inganno Ness gli tolse il potere regale, per mettere sul trono il suo giovanissimo figlio Conchobar mac Nessa. T. F. O'Rahilly ha proposto che Fergus Foga fosse un altro nome per Fergus mac Róich, e il personaggio letterario di Fergus mac Léti potrebbe essere un'altra figura dietro a cui si cela lui.
Dopo che la promessa sposa di Conchobar, Deirdre, fuggì con Naoise, Fergus fu mandato a offrire un passaggio sicuro per casa ai fuggitivi. Ma Conchobar uccise Naoise e i suoi fratelli prima che sposasse Deirdre. Fergus, oltraggiato per questa violazione della sua parola, portò con sé in esilio in Connacht, dove furono accolti da Ailill e Medb. Fergus divenne l'amante di Medb, e lui e i suoi seguaci combatterono per lei nel Táin Bó Cúailnge (Cattle Raid of Cooley), contro il suo figlio adottivo Cúchulainn.
Fergus sposò Flidais, una dea-cervo, e divenne famoso per la sua capacità sessuale e per il suo enorme fallo (Fergus significa "virilità" e mac Róich "figlio di un grande cavallo"). Egli impugnava una spada leggendaria, Caladbolg, che usò una volta per tranciare le cime di tre colline. Fu ucciso per istigazione di Ailill geloso per la relazione di Fergus con Medb.
Il figlio di Fergus, Fiachra Cáech (Fiachra One-Eye), compare in molti racconti: fu ucciso cercando di salvare la vita di Naoise.